# Kareze
En kareze (ordet betyder på dansk kanal) er et kunstvandingssystem, som bruges til at skabe et pålidelig vandforsyningssystem for menneskelige bosættelser og kunstig vanding i varme, tørre og halvtørre klimaer. Nært beslægtet til sådanne strukturer er vandingssystemet i Turfan i Kina.

## Andre ord for kareze
En kareze også kendt som kariz eller kareze (fra persisk: كاريز, brugt i Iran, Afghanistan, Pakistan og Centralasien, kommer fra persisk: كاهریز), kahan (fra persisk: کهن), khettara (brugt i Marokko), galeria (brugt i Spanien), falaj (brugt i De forenede arabiske emirater og Oman), kahn (brugt i Baluchistan) og foggara eller fughara (brugt i Nordafrika), qanat, quanat eller qanāh (fra arabisk: قناة; som betyder kanal brugt i Iran, Syrien og Jordan). Alternative navne for qanat i Asien og Nordafrika er kakuriz, chin-avulz og mayun. Almindelige stavemåder/transliterationer af qanat på engelsk er blandt andet kanat, khanat, kunut, kona, konait, ghanat og ghundat.

## Historie
Teknologien skal efter alt at dømme have udviklet sig i oldtidens Iran, og derefter spredt sig til andre kulturer via blandt andet Silkevejen, men to opdagede falaj-systemer i al-Ain i De forenede arabiske emirater og Umm Safah i Emiratet Sharjah er daterede til henholdsvis 1.000 f.Kr. og jernalderen. Den tidligste skriftlige kilde stammer fra perioden 722 til 705 f.Kr. i en skildring af Sargon IIs felttog.
Værdien af en qanat er direkte relateret til kvaliteten, volumet og regulariteten til vandstrømmen. Historisk set er en stor del af befolkningen i Iran og andre tørre lande i Asien, Mellemøsten og Nordafrika afhængig af vandet fra qanater; befolkningsområderne korresponderede tæt med områder, hvor det var muligt at bygge sådanne vandingskanaler. Til trods for, at det var dyrt at bygge en qanat, var dens langsigtede værdi for samfundet, og derfor for gruppen som investerede i at bygge og vedligeholde den, af stor betydning.

## Tekniske egenskaber og virkemåde
Qanater bygges som en serie af brøndlignende skakte, knyttede til hinanden ved hjælp af så vidt svage tunneler. Qanater tapper underjordisk vand på en måde, som effektivt leverer store mængder vand til overfladen, uden behov for pumpning. Vandet drænerer ved hjælp af tyngdekraften, med destination på et lavere liggende område end kilden, som vanligvis er et højereliggende grundvandsmagasin. Qanater gør det muligt at transportere vand over lange afstande i varme, tørre klimaer uden at tabe en stor procentandel af vandet gennem nedsivning og fordampning.
Det er meget almindelig ved bygningen af en qanat, at vandkilden allerede findes under bakken ved foden af en række forbjerge af bjerge, hvor vand grundvandsspejlet er nærmest overfladen. Fra dette punkt opretholdes hældningen på qanaten nærmere vandret end fladen over, før vandet til sidst render ud af qanaten over bakkeniveau. For at nå en akvifer må qanaterne ofte strække sig over lange afstande.
Nogen gange deles qanater ind i et underjordisk distributionsnetværk bestående af mindre kanaler, som bliver kaldt kariz. Akkurat som qanaterne blev disse små kanaler byggede under bakken for at undgå forurening. I nogen tilfælde lagres vand fra en qanat i et reservoir, vanligvis for lagring af vandstrøm om natten for senere brug om dagen. Et Ab Anbar er et eksempel på et traditionelt reservoir for drikkevand fra Persiens storhedstid, som tilføres vand fra en qanat.
Qanat-systemet har den fordel, at det er modstandsdygtigt mod naturkatastrofer som jordskælv og oversvømmelse og mod bevidst ødelæggelse i krig. Videre er det nærmest ufølsomt for nedbørsmængder og leverer en vandføring med blot mindre variationer fra våde til tørre år.

## Brugsområder
Qanat-teknologien bruges mest i områder med følgende egenskaber:
- Mangel på større floder med helårsvandføring tilstrækkelig til at støtte kunstvanding.
- Potentielle frugtbare områder i nærheden af nedbørsrige bjerge eller bjergkæder.
- Tørt klima med stærk fordampning fra overfladen, således at overfladereservoirer og -kanaler vil føre til høje tab.
- En akvifer i det potentielle frugtbare område, som er for dyb for nyttig brug af enkle brønde.

## Køling
En kareze kan også anvendes til at levere køligere luft i bygninger og boliger ved at lede luften fra karezen op gennem strukturen og fordampe noget vand - og lede luften ud af en åbning modsat vindretningen via et vindtårn. I ørkenområder kan det give en køling på mere end 15 °C i forhold til kareze luften. Denne køleteknik har været anvendt i mere end 1000 år.

## Verdensarv i 2016
I 2016 blev den persiske Qanat erklæret for verdensarv.